# 长寿湖站

长寿湖高铁站广场全景

长寿湖站是郑渝高速铁路渝万北段上的一个站点，位于中华人民共和国重庆市长寿区双龙镇境内的长寿湖旁。

## 站台简介
长寿湖站设计股道为4条，按最高聚集人数500人设计；车站总建筑面积为2498平米，设计包括：5米宽旅客地道1座、侧式站台2座、变电所1座、以及候车大厅、出站厅、候车室、间休室、办公室等。

## 规划
长寿湖站的规划报告中还对其站前片区进行了功能定位：1、基本功能：铁路客货运输、交通换乘、配套服务设施。2、衍生功能：商务中心、商业中心、专业市场与物流中心、旅游服务中心。3、补充功能：在布置居住用地等设施进行分析，使长寿湖站前片区成为24小时活力区。

## 建设意义
长寿湖站原计划于2017年通车，重庆市发改委表示2016年即可建成通车，比原计划提前一年通车。长寿湖站建成后将作为周边地区的交通枢纽，将直接辐射长寿湖镇、邻封镇、云集镇、双龙镇、龙河镇、葛兰镇、云台镇附近村镇，以及垫江南部的白家镇、包家镇等五个乡镇，服务人口约30多万人。